# Discordantie

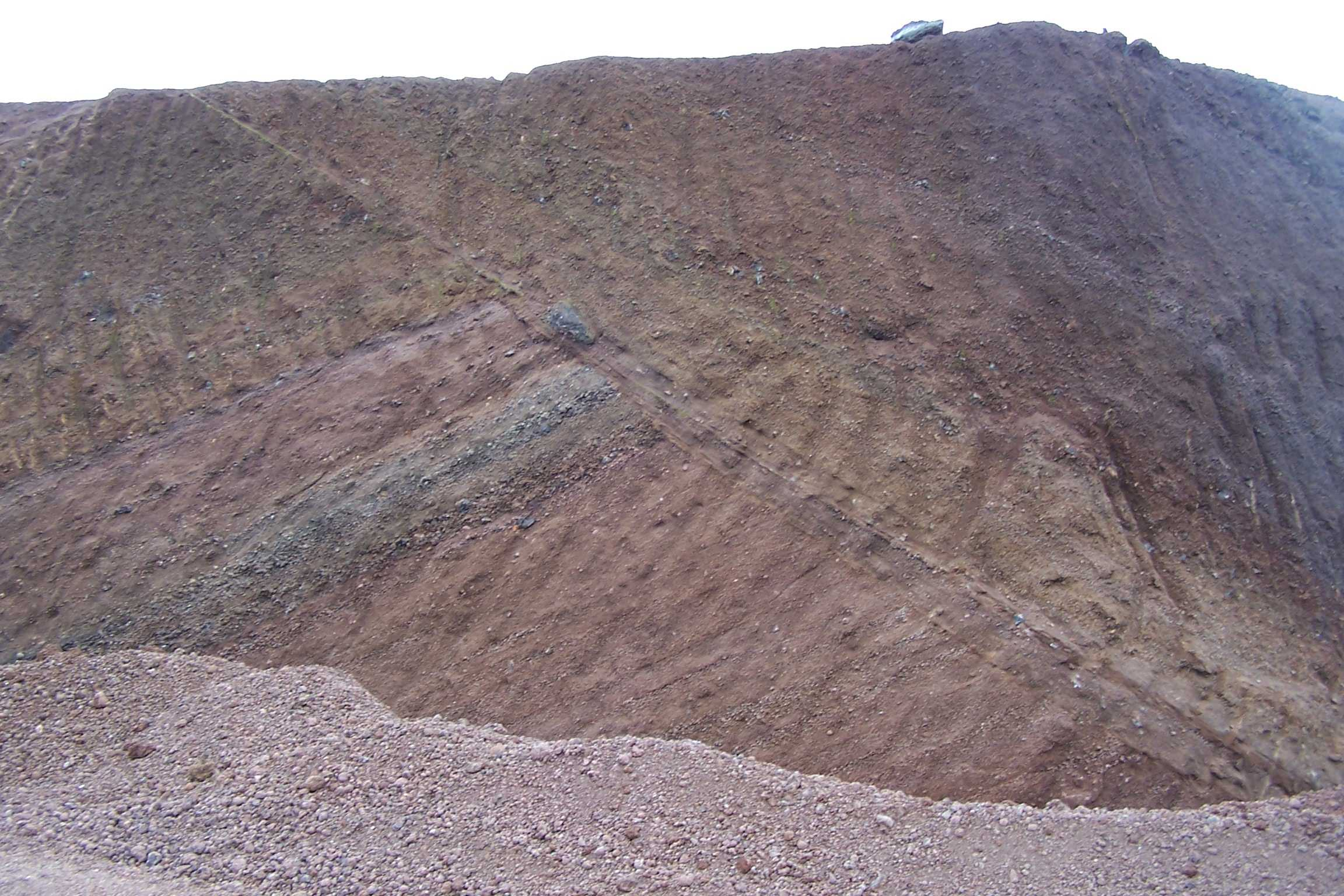
Discordant afgezette tuffietlagen in de Eifel.

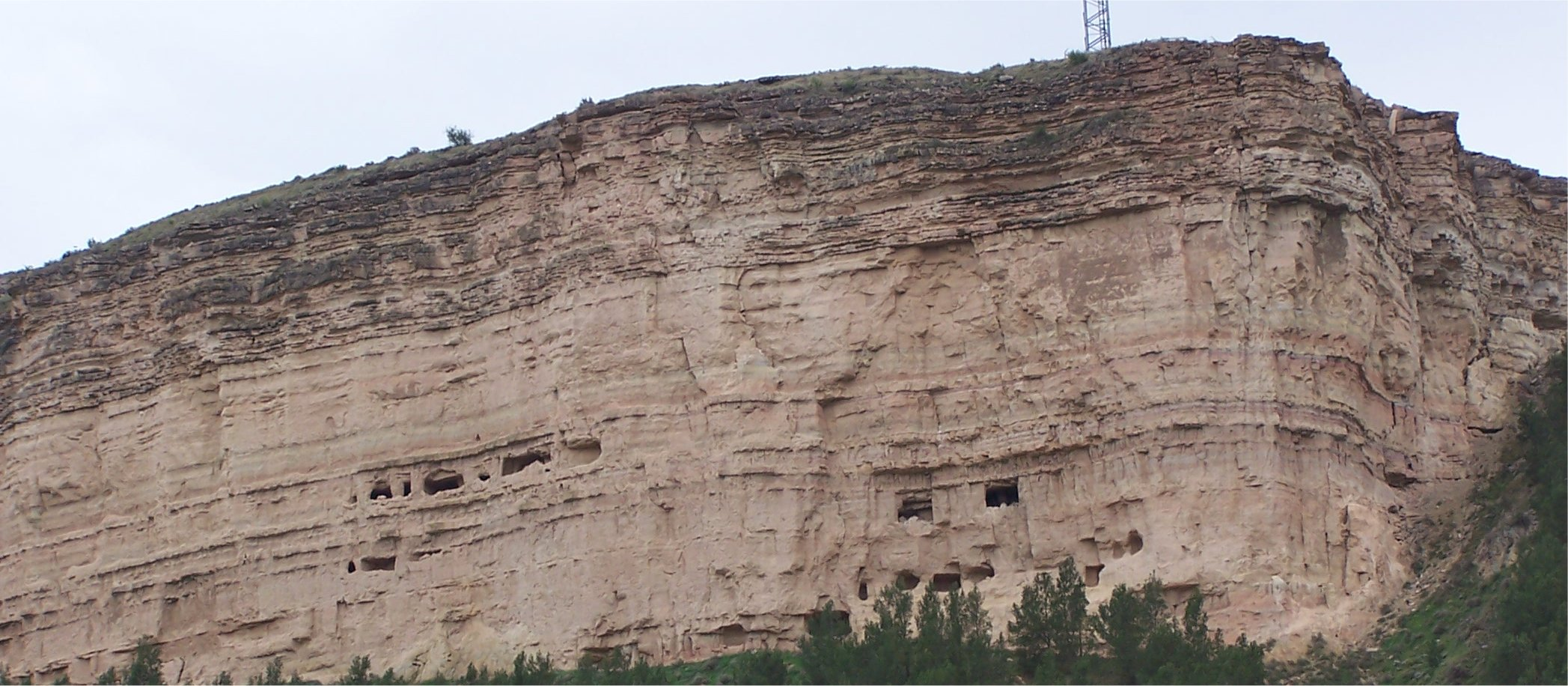
Concordant afgezette zandsteenlagen in Noord-Spanje.

Discordantie binnen de stratigrafie, een onderzoeksveld van de geologie, is een typering van de oriëntatie van sedimentaire gesteentelagen. Als twee sedimentaire gesteentelagen parallel op elkaar zijn afgezet, dat wil zeggen dat er tussen de gelaagdheid van beide geen hoekverschil zit, spreekt men van concordante lagen. Als er een hoekverschil tussen de lagen zit, wordt het discordant genoemd. In het Engels wordt (hoek)discordantie ook een (angular) unconformity genoemd.

## Oorzaken van discordantie
Voor het ontstaan van discordante pakketten sedimentair gesteente zijn verschillende verklaringen. De schaal waarop dit gebeurt, is belangrijk. Discordante gesteentelagen worden op mesoschaal beschreven. Twee individuele laagjes van een getijdeafzetting vallen niet onder discordante pakketten; twee verschillende tuffieten zijn wel discordant afgezet. Ook rivierbeddingen, die op mesoschaal in een ontsluiting te vinden zijn, kunnen discordant zijn met het onderliggende gesteente, waar de rivier zich insnijdt.
Omdat concordant afgezette gesteentelagen de "normale" situatie weergeven, zal discordantie een aanwijzing vormen om naar oorzaken in afzettingsmilieu, tektoniek of andere factoren te zoeken. Echter, ook concordant afgezette sedimenten kunnen een verandering van de geologische parameters reflecteren; er kan bijvoorbeeld sprake zijn van een hiaat waardoor miljoenen jaren van tijd "missen" in de sedimentaire opeenvolging.